# Jörg Zimmermann (Diplomat)
Jörg Zimmermann (* 1944 in Neustadt an der Weinstraße) ist ein ehemaliger deutscher Diplomat.

## Leben
Nach dem Studium der Germanistik und Theologie an den Universitäten von Würzburg und Wien arbeitete er als DAAD-Lektor für deutsche Sprache und Literatur an der Universität von Kumamoto in Japan. Nach dem Eintritt in den Auswärtigen Dienst 1976 folgten Verwendungen an den Botschaften in der Volksrepublik China (Wirtschaftsreferent) und auf den Philippinen (Presse- und Kulturreferent) sowie im Auswärtigen Amt in Bonn (Referent im Referat für Südostasien). 1987 wurde er Ständiger Vertreter des Generalkonsuls in Osaka-Kōbe. Anschließend war er von 1990 bis 1994 stellvertretender Leiter des Ostasienreferats des Auswärtigen Amtes. 1994 wurde er Ständiger Vertreter des Botschafters in Algerien. Von 1995 bis 1997 war Jörg Zimmermann Generalkonsul der Bundesrepublik Deutschland in Kanton (Volksrepublik China), anschließend ab 1998 bis 2001 Leiter des Referates für Außenpolitik des Bundespräsidialamtes. Von 2001 bis November 2005 war Zimmermann Gesandter und Leiter der politischen Abteilung an der Deutschen Botschaft in Japan. Seit 2002 war er dort zugleich Ständiger Vertreter des Botschafters. Von 2005 bis zu seiner Versetzung in den Ruhestand war Zimmermann Botschafter in Wellington (Neuseeland).
| Vorgänger     | Amt                                           | Nachfolger             |
| ------------- | --------------------------------------------- | ---------------------- |
| Erich Riedler | Deutscher Botschafter in Wellington 2005–2009 | Thomas Hermann Meister |

| Personendaten    | Personendaten              |
| ---------------- | -------------------------- |
| NAME             | Zimmermann, Jörg           |
| KURZBESCHREIBUNG | deutscher Diplomat         |
| GEBURTSDATUM     | 1944                       |
| GEBURTSORT       | Neustadt an der Weinstraße |